# Abdulrahim Jumaa
Abdulrahim Jumaa (en árabe: عبد الرحيم جمعة عنبر‎; Emiratos Árabes Unidos, 23 de mayo de 1979) es un exfutbolista de los Emiratos Árabes Unidos que jugaba en la posición de centrocampista.

## Carrera

### Club
| Periodo   | Club         | Apariciones | Goles |
| --------- | ------------ | ----------- | ----- |
| 1998-2010 | Al-Wahda FC  | 119         | 37    |
| 2011-2012 | Al-Jazira SC | 6           | 0     |
| 2012-2017 | Al-Dhafra    | 102         | 3     |

### Selección nacional
Jugó para Emiratos Árabes Unidos en 116 ocasiones de 1999 a 2009 y anotó ocho goles; participó en la Copa Asiática 2007 y en dos ediciones de los Juegos Asiáticos.

## Logros
- UAE Pro League (3): 1999, 2001, 2005
- Copa de Clubes Campeones del Golfo (1): 2007